# Las Macayas
Las Macayas är en ort i Mexiko.   Den ligger i kommunen Isla och delstaten Veracruz, i den sydöstra delen av landet, 400 km öster om huvudstaden Mexico City. Las Macayas ligger 18 meter över havet och antalet invånare är 111.
Terrängen runt Las Macayas är platt. Runt Las Macayas är det ganska glesbefolkat, med 42 invånare per kvadratkilometer. Närmaste större samhälle är Francisco I. Madero, 15,7 km norr om Las Macayas. Omgivningarna runt Las Macayas är en mosaik av jordbruksmark och naturlig växtlighet.